# Фламандская доска (фильм)
«Фламандская доска» (англ. Uncovered) — художественный фильм в жанре триллера, поставленный режиссёром Джимом Макбрайдом по мотивам одноимённого романа Артуро Переса-Реверте. В основе сюжета вымышленная картина фламандского художника XV века — Питера Гюйса. Сюжет развивается вокруг изображённой на ней шахматной партии.

## Сюжет
Реставратор Джулия работает над картиной фламандского художника Питера ван Гюйса «Игра в шахматы». Произведение собирается продать её наследный владелец — дон Мануэль, чтобы покрыть долги семьи.
На рентгене Джулия обнаруживает закрашенную краской надпись на латыни, о чём незамедлительно сообщает своей хозяйке Менчу. Фразу переводят с латыни: «Кто съел коня?»
За консультацией по картине Джулия обращается к Альваро, специалисту по фламандской живописи, который ранее был её любовником. Этому общению противится воспитатель Сесар.
В поместье дона Мануэля Джулия и Менчу знакомятся с его родственниками — племянницей Лолой и её мужем Максом.
Дон Мануэль корректирует латинский перевод. Новое прочтение: «Кто убил рыцаря?» От Альваро Джулия узнаёт о людях, изображённых на картине. Ими оказываются представители враждующих стран — Франции и Бургундии, а рыцарь — это французский посланник, который должен был склонить герцогиню Остенбургскую к союзу с Францией через брак. Предположив, что загадка может скрывается в шахматной партии, изображённой на картине, Джулия с Сесаром находит бродягу Доминика, профессионально играющего в шахматы. Он берётся раскрыть логику шахматной партии за соответствующее вознаграждение.
|   | a | b | c | d | e | f | g | h |   |
| - | --- | --- | --- | --- | --- | --- | --- | --- | - |
| 8 | b8 чёрный конь · c8 чёрный слон · a7 чёрная пешка · b7 чёрная пешка · d7 чёрная пешка · a6 белая пешка · b6 белая ладья · c6 белая пешка · a5 чёрная пешка · b5 белая ладья · a4 чёрный король · c4 белый король · e4 белая пешка · c3 белая пешка · c2 чёрный ферзь · d2 белая пешка · f2 белая пешка · b1 белый конь · c1 чёрная ладья · d1 чёрный конь · e1 белый ферзь · f1 белый слон | b8 чёрный конь · c8 чёрный слон · a7 чёрная пешка · b7 чёрная пешка · d7 чёрная пешка · a6 белая пешка · b6 белая ладья · c6 белая пешка · a5 чёрная пешка · b5 белая ладья · a4 чёрный король · c4 белый король · e4 белая пешка · c3 белая пешка · c2 чёрный ферзь · d2 белая пешка · f2 белая пешка · b1 белый конь · c1 чёрная ладья · d1 чёрный конь · e1 белый ферзь · f1 белый слон | b8 чёрный конь · c8 чёрный слон · a7 чёрная пешка · b7 чёрная пешка · d7 чёрная пешка · a6 белая пешка · b6 белая ладья · c6 белая пешка · a5 чёрная пешка · b5 белая ладья · a4 чёрный король · c4 белый король · e4 белая пешка · c3 белая пешка · c2 чёрный ферзь · d2 белая пешка · f2 белая пешка · b1 белый конь · c1 чёрная ладья · d1 чёрный конь · e1 белый ферзь · f1 белый слон | b8 чёрный конь · c8 чёрный слон · a7 чёрная пешка · b7 чёрная пешка · d7 чёрная пешка · a6 белая пешка · b6 белая ладья · c6 белая пешка · a5 чёрная пешка · b5 белая ладья · a4 чёрный король · c4 белый король · e4 белая пешка · c3 белая пешка · c2 чёрный ферзь · d2 белая пешка · f2 белая пешка · b1 белый конь · c1 чёрная ладья · d1 чёрный конь · e1 белый ферзь · f1 белый слон | b8 чёрный конь · c8 чёрный слон · a7 чёрная пешка · b7 чёрная пешка · d7 чёрная пешка · a6 белая пешка · b6 белая ладья · c6 белая пешка · a5 чёрная пешка · b5 белая ладья · a4 чёрный король · c4 белый король · e4 белая пешка · c3 белая пешка · c2 чёрный ферзь · d2 белая пешка · f2 белая пешка · b1 белый конь · c1 чёрная ладья · d1 чёрный конь · e1 белый ферзь · f1 белый слон | b8 чёрный конь · c8 чёрный слон · a7 чёрная пешка · b7 чёрная пешка · d7 чёрная пешка · a6 белая пешка · b6 белая ладья · c6 белая пешка · a5 чёрная пешка · b5 белая ладья · a4 чёрный король · c4 белый король · e4 белая пешка · c3 белая пешка · c2 чёрный ферзь · d2 белая пешка · f2 белая пешка · b1 белый конь · c1 чёрная ладья · d1 чёрный конь · e1 белый ферзь · f1 белый слон | b8 чёрный конь · c8 чёрный слон · a7 чёрная пешка · b7 чёрная пешка · d7 чёрная пешка · a6 белая пешка · b6 белая ладья · c6 белая пешка · a5 чёрная пешка · b5 белая ладья · a4 чёрный король · c4 белый король · e4 белая пешка · c3 белая пешка · c2 чёрный ферзь · d2 белая пешка · f2 белая пешка · b1 белый конь · c1 чёрная ладья · d1 чёрный конь · e1 белый ферзь · f1 белый слон | b8 чёрный конь · c8 чёрный слон · a7 чёрная пешка · b7 чёрная пешка · d7 чёрная пешка · a6 белая пешка · b6 белая ладья · c6 белая пешка · a5 чёрная пешка · b5 белая ладья · a4 чёрный король · c4 белый король · e4 белая пешка · c3 белая пешка · c2 чёрный ферзь · d2 белая пешка · f2 белая пешка · b1 белый конь · c1 чёрная ладья · d1 чёрный конь · e1 белый ферзь · f1 белый слон | 8 |
| 7 | b8 чёрный конь · c8 чёрный слон · a7 чёрная пешка · b7 чёрная пешка · d7 чёрная пешка · a6 белая пешка · b6 белая ладья · c6 белая пешка · a5 чёрная пешка · b5 белая ладья · a4 чёрный король · c4 белый король · e4 белая пешка · c3 белая пешка · c2 чёрный ферзь · d2 белая пешка · f2 белая пешка · b1 белый конь · c1 чёрная ладья · d1 чёрный конь · e1 белый ферзь · f1 белый слон | b8 чёрный конь · c8 чёрный слон · a7 чёрная пешка · b7 чёрная пешка · d7 чёрная пешка · a6 белая пешка · b6 белая ладья · c6 белая пешка · a5 чёрная пешка · b5 белая ладья · a4 чёрный король · c4 белый король · e4 белая пешка · c3 белая пешка · c2 чёрный ферзь · d2 белая пешка · f2 белая пешка · b1 белый конь · c1 чёрная ладья · d1 чёрный конь · e1 белый ферзь · f1 белый слон | b8 чёрный конь · c8 чёрный слон · a7 чёрная пешка · b7 чёрная пешка · d7 чёрная пешка · a6 белая пешка · b6 белая ладья · c6 белая пешка · a5 чёрная пешка · b5 белая ладья · a4 чёрный король · c4 белый король · e4 белая пешка · c3 белая пешка · c2 чёрный ферзь · d2 белая пешка · f2 белая пешка · b1 белый конь · c1 чёрная ладья · d1 чёрный конь · e1 белый ферзь · f1 белый слон | b8 чёрный конь · c8 чёрный слон · a7 чёрная пешка · b7 чёрная пешка · d7 чёрная пешка · a6 белая пешка · b6 белая ладья · c6 белая пешка · a5 чёрная пешка · b5 белая ладья · a4 чёрный король · c4 белый король · e4 белая пешка · c3 белая пешка · c2 чёрный ферзь · d2 белая пешка · f2 белая пешка · b1 белый конь · c1 чёрная ладья · d1 чёрный конь · e1 белый ферзь · f1 белый слон | b8 чёрный конь · c8 чёрный слон · a7 чёрная пешка · b7 чёрная пешка · d7 чёрная пешка · a6 белая пешка · b6 белая ладья · c6 белая пешка · a5 чёрная пешка · b5 белая ладья · a4 чёрный король · c4 белый король · e4 белая пешка · c3 белая пешка · c2 чёрный ферзь · d2 белая пешка · f2 белая пешка · b1 белый конь · c1 чёрная ладья · d1 чёрный конь · e1 белый ферзь · f1 белый слон | b8 чёрный конь · c8 чёрный слон · a7 чёрная пешка · b7 чёрная пешка · d7 чёрная пешка · a6 белая пешка · b6 белая ладья · c6 белая пешка · a5 чёрная пешка · b5 белая ладья · a4 чёрный король · c4 белый король · e4 белая пешка · c3 белая пешка · c2 чёрный ферзь · d2 белая пешка · f2 белая пешка · b1 белый конь · c1 чёрная ладья · d1 чёрный конь · e1 белый ферзь · f1 белый слон | b8 чёрный конь · c8 чёрный слон · a7 чёрная пешка · b7 чёрная пешка · d7 чёрная пешка · a6 белая пешка · b6 белая ладья · c6 белая пешка · a5 чёрная пешка · b5 белая ладья · a4 чёрный король · c4 белый король · e4 белая пешка · c3 белая пешка · c2 чёрный ферзь · d2 белая пешка · f2 белая пешка · b1 белый конь · c1 чёрная ладья · d1 чёрный конь · e1 белый ферзь · f1 белый слон | b8 чёрный конь · c8 чёрный слон · a7 чёрная пешка · b7 чёрная пешка · d7 чёрная пешка · a6 белая пешка · b6 белая ладья · c6 белая пешка · a5 чёрная пешка · b5 белая ладья · a4 чёрный король · c4 белый король · e4 белая пешка · c3 белая пешка · c2 чёрный ферзь · d2 белая пешка · f2 белая пешка · b1 белый конь · c1 чёрная ладья · d1 чёрный конь · e1 белый ферзь · f1 белый слон | 7 |
| 6 | b8 чёрный конь · c8 чёрный слон · a7 чёрная пешка · b7 чёрная пешка · d7 чёрная пешка · a6 белая пешка · b6 белая ладья · c6 белая пешка · a5 чёрная пешка · b5 белая ладья · a4 чёрный король · c4 белый король · e4 белая пешка · c3 белая пешка · c2 чёрный ферзь · d2 белая пешка · f2 белая пешка · b1 белый конь · c1 чёрная ладья · d1 чёрный конь · e1 белый ферзь · f1 белый слон | b8 чёрный конь · c8 чёрный слон · a7 чёрная пешка · b7 чёрная пешка · d7 чёрная пешка · a6 белая пешка · b6 белая ладья · c6 белая пешка · a5 чёрная пешка · b5 белая ладья · a4 чёрный король · c4 белый король · e4 белая пешка · c3 белая пешка · c2 чёрный ферзь · d2 белая пешка · f2 белая пешка · b1 белый конь · c1 чёрная ладья · d1 чёрный конь · e1 белый ферзь · f1 белый слон | b8 чёрный конь · c8 чёрный слон · a7 чёрная пешка · b7 чёрная пешка · d7 чёрная пешка · a6 белая пешка · b6 белая ладья · c6 белая пешка · a5 чёрная пешка · b5 белая ладья · a4 чёрный король · c4 белый король · e4 белая пешка · c3 белая пешка · c2 чёрный ферзь · d2 белая пешка · f2 белая пешка · b1 белый конь · c1 чёрная ладья · d1 чёрный конь · e1 белый ферзь · f1 белый слон | b8 чёрный конь · c8 чёрный слон · a7 чёрная пешка · b7 чёрная пешка · d7 чёрная пешка · a6 белая пешка · b6 белая ладья · c6 белая пешка · a5 чёрная пешка · b5 белая ладья · a4 чёрный король · c4 белый король · e4 белая пешка · c3 белая пешка · c2 чёрный ферзь · d2 белая пешка · f2 белая пешка · b1 белый конь · c1 чёрная ладья · d1 чёрный конь · e1 белый ферзь · f1 белый слон | b8 чёрный конь · c8 чёрный слон · a7 чёрная пешка · b7 чёрная пешка · d7 чёрная пешка · a6 белая пешка · b6 белая ладья · c6 белая пешка · a5 чёрная пешка · b5 белая ладья · a4 чёрный король · c4 белый король · e4 белая пешка · c3 белая пешка · c2 чёрный ферзь · d2 белая пешка · f2 белая пешка · b1 белый конь · c1 чёрная ладья · d1 чёрный конь · e1 белый ферзь · f1 белый слон | b8 чёрный конь · c8 чёрный слон · a7 чёрная пешка · b7 чёрная пешка · d7 чёрная пешка · a6 белая пешка · b6 белая ладья · c6 белая пешка · a5 чёрная пешка · b5 белая ладья · a4 чёрный король · c4 белый король · e4 белая пешка · c3 белая пешка · c2 чёрный ферзь · d2 белая пешка · f2 белая пешка · b1 белый конь · c1 чёрная ладья · d1 чёрный конь · e1 белый ферзь · f1 белый слон | b8 чёрный конь · c8 чёрный слон · a7 чёрная пешка · b7 чёрная пешка · d7 чёрная пешка · a6 белая пешка · b6 белая ладья · c6 белая пешка · a5 чёрная пешка · b5 белая ладья · a4 чёрный король · c4 белый король · e4 белая пешка · c3 белая пешка · c2 чёрный ферзь · d2 белая пешка · f2 белая пешка · b1 белый конь · c1 чёрная ладья · d1 чёрный конь · e1 белый ферзь · f1 белый слон | b8 чёрный конь · c8 чёрный слон · a7 чёрная пешка · b7 чёрная пешка · d7 чёрная пешка · a6 белая пешка · b6 белая ладья · c6 белая пешка · a5 чёрная пешка · b5 белая ладья · a4 чёрный король · c4 белый король · e4 белая пешка · c3 белая пешка · c2 чёрный ферзь · d2 белая пешка · f2 белая пешка · b1 белый конь · c1 чёрная ладья · d1 чёрный конь · e1 белый ферзь · f1 белый слон | 6 |
| 5 | b8 чёрный конь · c8 чёрный слон · a7 чёрная пешка · b7 чёрная пешка · d7 чёрная пешка · a6 белая пешка · b6 белая ладья · c6 белая пешка · a5 чёрная пешка · b5 белая ладья · a4 чёрный король · c4 белый король · e4 белая пешка · c3 белая пешка · c2 чёрный ферзь · d2 белая пешка · f2 белая пешка · b1 белый конь · c1 чёрная ладья · d1 чёрный конь · e1 белый ферзь · f1 белый слон | b8 чёрный конь · c8 чёрный слон · a7 чёрная пешка · b7 чёрная пешка · d7 чёрная пешка · a6 белая пешка · b6 белая ладья · c6 белая пешка · a5 чёрная пешка · b5 белая ладья · a4 чёрный король · c4 белый король · e4 белая пешка · c3 белая пешка · c2 чёрный ферзь · d2 белая пешка · f2 белая пешка · b1 белый конь · c1 чёрная ладья · d1 чёрный конь · e1 белый ферзь · f1 белый слон | b8 чёрный конь · c8 чёрный слон · a7 чёрная пешка · b7 чёрная пешка · d7 чёрная пешка · a6 белая пешка · b6 белая ладья · c6 белая пешка · a5 чёрная пешка · b5 белая ладья · a4 чёрный король · c4 белый король · e4 белая пешка · c3 белая пешка · c2 чёрный ферзь · d2 белая пешка · f2 белая пешка · b1 белый конь · c1 чёрная ладья · d1 чёрный конь · e1 белый ферзь · f1 белый слон | b8 чёрный конь · c8 чёрный слон · a7 чёрная пешка · b7 чёрная пешка · d7 чёрная пешка · a6 белая пешка · b6 белая ладья · c6 белая пешка · a5 чёрная пешка · b5 белая ладья · a4 чёрный король · c4 белый король · e4 белая пешка · c3 белая пешка · c2 чёрный ферзь · d2 белая пешка · f2 белая пешка · b1 белый конь · c1 чёрная ладья · d1 чёрный конь · e1 белый ферзь · f1 белый слон | b8 чёрный конь · c8 чёрный слон · a7 чёрная пешка · b7 чёрная пешка · d7 чёрная пешка · a6 белая пешка · b6 белая ладья · c6 белая пешка · a5 чёрная пешка · b5 белая ладья · a4 чёрный король · c4 белый король · e4 белая пешка · c3 белая пешка · c2 чёрный ферзь · d2 белая пешка · f2 белая пешка · b1 белый конь · c1 чёрная ладья · d1 чёрный конь · e1 белый ферзь · f1 белый слон | b8 чёрный конь · c8 чёрный слон · a7 чёрная пешка · b7 чёрная пешка · d7 чёрная пешка · a6 белая пешка · b6 белая ладья · c6 белая пешка · a5 чёрная пешка · b5 белая ладья · a4 чёрный король · c4 белый король · e4 белая пешка · c3 белая пешка · c2 чёрный ферзь · d2 белая пешка · f2 белая пешка · b1 белый конь · c1 чёрная ладья · d1 чёрный конь · e1 белый ферзь · f1 белый слон | b8 чёрный конь · c8 чёрный слон · a7 чёрная пешка · b7 чёрная пешка · d7 чёрная пешка · a6 белая пешка · b6 белая ладья · c6 белая пешка · a5 чёрная пешка · b5 белая ладья · a4 чёрный король · c4 белый король · e4 белая пешка · c3 белая пешка · c2 чёрный ферзь · d2 белая пешка · f2 белая пешка · b1 белый конь · c1 чёрная ладья · d1 чёрный конь · e1 белый ферзь · f1 белый слон | b8 чёрный конь · c8 чёрный слон · a7 чёрная пешка · b7 чёрная пешка · d7 чёрная пешка · a6 белая пешка · b6 белая ладья · c6 белая пешка · a5 чёрная пешка · b5 белая ладья · a4 чёрный король · c4 белый король · e4 белая пешка · c3 белая пешка · c2 чёрный ферзь · d2 белая пешка · f2 белая пешка · b1 белый конь · c1 чёрная ладья · d1 чёрный конь · e1 белый ферзь · f1 белый слон | 5 |
| 4 | b8 чёрный конь · c8 чёрный слон · a7 чёрная пешка · b7 чёрная пешка · d7 чёрная пешка · a6 белая пешка · b6 белая ладья · c6 белая пешка · a5 чёрная пешка · b5 белая ладья · a4 чёрный король · c4 белый король · e4 белая пешка · c3 белая пешка · c2 чёрный ферзь · d2 белая пешка · f2 белая пешка · b1 белый конь · c1 чёрная ладья · d1 чёрный конь · e1 белый ферзь · f1 белый слон | b8 чёрный конь · c8 чёрный слон · a7 чёрная пешка · b7 чёрная пешка · d7 чёрная пешка · a6 белая пешка · b6 белая ладья · c6 белая пешка · a5 чёрная пешка · b5 белая ладья · a4 чёрный король · c4 белый король · e4 белая пешка · c3 белая пешка · c2 чёрный ферзь · d2 белая пешка · f2 белая пешка · b1 белый конь · c1 чёрная ладья · d1 чёрный конь · e1 белый ферзь · f1 белый слон | b8 чёрный конь · c8 чёрный слон · a7 чёрная пешка · b7 чёрная пешка · d7 чёрная пешка · a6 белая пешка · b6 белая ладья · c6 белая пешка · a5 чёрная пешка · b5 белая ладья · a4 чёрный король · c4 белый король · e4 белая пешка · c3 белая пешка · c2 чёрный ферзь · d2 белая пешка · f2 белая пешка · b1 белый конь · c1 чёрная ладья · d1 чёрный конь · e1 белый ферзь · f1 белый слон | b8 чёрный конь · c8 чёрный слон · a7 чёрная пешка · b7 чёрная пешка · d7 чёрная пешка · a6 белая пешка · b6 белая ладья · c6 белая пешка · a5 чёрная пешка · b5 белая ладья · a4 чёрный король · c4 белый король · e4 белая пешка · c3 белая пешка · c2 чёрный ферзь · d2 белая пешка · f2 белая пешка · b1 белый конь · c1 чёрная ладья · d1 чёрный конь · e1 белый ферзь · f1 белый слон | b8 чёрный конь · c8 чёрный слон · a7 чёрная пешка · b7 чёрная пешка · d7 чёрная пешка · a6 белая пешка · b6 белая ладья · c6 белая пешка · a5 чёрная пешка · b5 белая ладья · a4 чёрный король · c4 белый король · e4 белая пешка · c3 белая пешка · c2 чёрный ферзь · d2 белая пешка · f2 белая пешка · b1 белый конь · c1 чёрная ладья · d1 чёрный конь · e1 белый ферзь · f1 белый слон | b8 чёрный конь · c8 чёрный слон · a7 чёрная пешка · b7 чёрная пешка · d7 чёрная пешка · a6 белая пешка · b6 белая ладья · c6 белая пешка · a5 чёрная пешка · b5 белая ладья · a4 чёрный король · c4 белый король · e4 белая пешка · c3 белая пешка · c2 чёрный ферзь · d2 белая пешка · f2 белая пешка · b1 белый конь · c1 чёрная ладья · d1 чёрный конь · e1 белый ферзь · f1 белый слон | b8 чёрный конь · c8 чёрный слон · a7 чёрная пешка · b7 чёрная пешка · d7 чёрная пешка · a6 белая пешка · b6 белая ладья · c6 белая пешка · a5 чёрная пешка · b5 белая ладья · a4 чёрный король · c4 белый король · e4 белая пешка · c3 белая пешка · c2 чёрный ферзь · d2 белая пешка · f2 белая пешка · b1 белый конь · c1 чёрная ладья · d1 чёрный конь · e1 белый ферзь · f1 белый слон | b8 чёрный конь · c8 чёрный слон · a7 чёрная пешка · b7 чёрная пешка · d7 чёрная пешка · a6 белая пешка · b6 белая ладья · c6 белая пешка · a5 чёрная пешка · b5 белая ладья · a4 чёрный король · c4 белый король · e4 белая пешка · c3 белая пешка · c2 чёрный ферзь · d2 белая пешка · f2 белая пешка · b1 белый конь · c1 чёрная ладья · d1 чёрный конь · e1 белый ферзь · f1 белый слон | 4 |
| 3 | b8 чёрный конь · c8 чёрный слон · a7 чёрная пешка · b7 чёрная пешка · d7 чёрная пешка · a6 белая пешка · b6 белая ладья · c6 белая пешка · a5 чёрная пешка · b5 белая ладья · a4 чёрный король · c4 белый король · e4 белая пешка · c3 белая пешка · c2 чёрный ферзь · d2 белая пешка · f2 белая пешка · b1 белый конь · c1 чёрная ладья · d1 чёрный конь · e1 белый ферзь · f1 белый слон | b8 чёрный конь · c8 чёрный слон · a7 чёрная пешка · b7 чёрная пешка · d7 чёрная пешка · a6 белая пешка · b6 белая ладья · c6 белая пешка · a5 чёрная пешка · b5 белая ладья · a4 чёрный король · c4 белый король · e4 белая пешка · c3 белая пешка · c2 чёрный ферзь · d2 белая пешка · f2 белая пешка · b1 белый конь · c1 чёрная ладья · d1 чёрный конь · e1 белый ферзь · f1 белый слон | b8 чёрный конь · c8 чёрный слон · a7 чёрная пешка · b7 чёрная пешка · d7 чёрная пешка · a6 белая пешка · b6 белая ладья · c6 белая пешка · a5 чёрная пешка · b5 белая ладья · a4 чёрный король · c4 белый король · e4 белая пешка · c3 белая пешка · c2 чёрный ферзь · d2 белая пешка · f2 белая пешка · b1 белый конь · c1 чёрная ладья · d1 чёрный конь · e1 белый ферзь · f1 белый слон | b8 чёрный конь · c8 чёрный слон · a7 чёрная пешка · b7 чёрная пешка · d7 чёрная пешка · a6 белая пешка · b6 белая ладья · c6 белая пешка · a5 чёрная пешка · b5 белая ладья · a4 чёрный король · c4 белый король · e4 белая пешка · c3 белая пешка · c2 чёрный ферзь · d2 белая пешка · f2 белая пешка · b1 белый конь · c1 чёрная ладья · d1 чёрный конь · e1 белый ферзь · f1 белый слон | b8 чёрный конь · c8 чёрный слон · a7 чёрная пешка · b7 чёрная пешка · d7 чёрная пешка · a6 белая пешка · b6 белая ладья · c6 белая пешка · a5 чёрная пешка · b5 белая ладья · a4 чёрный король · c4 белый король · e4 белая пешка · c3 белая пешка · c2 чёрный ферзь · d2 белая пешка · f2 белая пешка · b1 белый конь · c1 чёрная ладья · d1 чёрный конь · e1 белый ферзь · f1 белый слон | b8 чёрный конь · c8 чёрный слон · a7 чёрная пешка · b7 чёрная пешка · d7 чёрная пешка · a6 белая пешка · b6 белая ладья · c6 белая пешка · a5 чёрная пешка · b5 белая ладья · a4 чёрный король · c4 белый король · e4 белая пешка · c3 белая пешка · c2 чёрный ферзь · d2 белая пешка · f2 белая пешка · b1 белый конь · c1 чёрная ладья · d1 чёрный конь · e1 белый ферзь · f1 белый слон | b8 чёрный конь · c8 чёрный слон · a7 чёрная пешка · b7 чёрная пешка · d7 чёрная пешка · a6 белая пешка · b6 белая ладья · c6 белая пешка · a5 чёрная пешка · b5 белая ладья · a4 чёрный король · c4 белый король · e4 белая пешка · c3 белая пешка · c2 чёрный ферзь · d2 белая пешка · f2 белая пешка · b1 белый конь · c1 чёрная ладья · d1 чёрный конь · e1 белый ферзь · f1 белый слон | b8 чёрный конь · c8 чёрный слон · a7 чёрная пешка · b7 чёрная пешка · d7 чёрная пешка · a6 белая пешка · b6 белая ладья · c6 белая пешка · a5 чёрная пешка · b5 белая ладья · a4 чёрный король · c4 белый король · e4 белая пешка · c3 белая пешка · c2 чёрный ферзь · d2 белая пешка · f2 белая пешка · b1 белый конь · c1 чёрная ладья · d1 чёрный конь · e1 белый ферзь · f1 белый слон | 3 |
| 2 | b8 чёрный конь · c8 чёрный слон · a7 чёрная пешка · b7 чёрная пешка · d7 чёрная пешка · a6 белая пешка · b6 белая ладья · c6 белая пешка · a5 чёрная пешка · b5 белая ладья · a4 чёрный король · c4 белый король · e4 белая пешка · c3 белая пешка · c2 чёрный ферзь · d2 белая пешка · f2 белая пешка · b1 белый конь · c1 чёрная ладья · d1 чёрный конь · e1 белый ферзь · f1 белый слон | b8 чёрный конь · c8 чёрный слон · a7 чёрная пешка · b7 чёрная пешка · d7 чёрная пешка · a6 белая пешка · b6 белая ладья · c6 белая пешка · a5 чёрная пешка · b5 белая ладья · a4 чёрный король · c4 белый король · e4 белая пешка · c3 белая пешка · c2 чёрный ферзь · d2 белая пешка · f2 белая пешка · b1 белый конь · c1 чёрная ладья · d1 чёрный конь · e1 белый ферзь · f1 белый слон | b8 чёрный конь · c8 чёрный слон · a7 чёрная пешка · b7 чёрная пешка · d7 чёрная пешка · a6 белая пешка · b6 белая ладья · c6 белая пешка · a5 чёрная пешка · b5 белая ладья · a4 чёрный король · c4 белый король · e4 белая пешка · c3 белая пешка · c2 чёрный ферзь · d2 белая пешка · f2 белая пешка · b1 белый конь · c1 чёрная ладья · d1 чёрный конь · e1 белый ферзь · f1 белый слон | b8 чёрный конь · c8 чёрный слон · a7 чёрная пешка · b7 чёрная пешка · d7 чёрная пешка · a6 белая пешка · b6 белая ладья · c6 белая пешка · a5 чёрная пешка · b5 белая ладья · a4 чёрный король · c4 белый король · e4 белая пешка · c3 белая пешка · c2 чёрный ферзь · d2 белая пешка · f2 белая пешка · b1 белый конь · c1 чёрная ладья · d1 чёрный конь · e1 белый ферзь · f1 белый слон | b8 чёрный конь · c8 чёрный слон · a7 чёрная пешка · b7 чёрная пешка · d7 чёрная пешка · a6 белая пешка · b6 белая ладья · c6 белая пешка · a5 чёрная пешка · b5 белая ладья · a4 чёрный король · c4 белый король · e4 белая пешка · c3 белая пешка · c2 чёрный ферзь · d2 белая пешка · f2 белая пешка · b1 белый конь · c1 чёрная ладья · d1 чёрный конь · e1 белый ферзь · f1 белый слон | b8 чёрный конь · c8 чёрный слон · a7 чёрная пешка · b7 чёрная пешка · d7 чёрная пешка · a6 белая пешка · b6 белая ладья · c6 белая пешка · a5 чёрная пешка · b5 белая ладья · a4 чёрный король · c4 белый король · e4 белая пешка · c3 белая пешка · c2 чёрный ферзь · d2 белая пешка · f2 белая пешка · b1 белый конь · c1 чёрная ладья · d1 чёрный конь · e1 белый ферзь · f1 белый слон | b8 чёрный конь · c8 чёрный слон · a7 чёрная пешка · b7 чёрная пешка · d7 чёрная пешка · a6 белая пешка · b6 белая ладья · c6 белая пешка · a5 чёрная пешка · b5 белая ладья · a4 чёрный король · c4 белый король · e4 белая пешка · c3 белая пешка · c2 чёрный ферзь · d2 белая пешка · f2 белая пешка · b1 белый конь · c1 чёрная ладья · d1 чёрный конь · e1 белый ферзь · f1 белый слон | b8 чёрный конь · c8 чёрный слон · a7 чёрная пешка · b7 чёрная пешка · d7 чёрная пешка · a6 белая пешка · b6 белая ладья · c6 белая пешка · a5 чёрная пешка · b5 белая ладья · a4 чёрный король · c4 белый король · e4 белая пешка · c3 белая пешка · c2 чёрный ферзь · d2 белая пешка · f2 белая пешка · b1 белый конь · c1 чёрная ладья · d1 чёрный конь · e1 белый ферзь · f1 белый слон | 2 |
| 1 | b8 чёрный конь · c8 чёрный слон · a7 чёрная пешка · b7 чёрная пешка · d7 чёрная пешка · a6 белая пешка · b6 белая ладья · c6 белая пешка · a5 чёрная пешка · b5 белая ладья · a4 чёрный король · c4 белый король · e4 белая пешка · c3 белая пешка · c2 чёрный ферзь · d2 белая пешка · f2 белая пешка · b1 белый конь · c1 чёрная ладья · d1 чёрный конь · e1 белый ферзь · f1 белый слон | b8 чёрный конь · c8 чёрный слон · a7 чёрная пешка · b7 чёрная пешка · d7 чёрная пешка · a6 белая пешка · b6 белая ладья · c6 белая пешка · a5 чёрная пешка · b5 белая ладья · a4 чёрный король · c4 белый король · e4 белая пешка · c3 белая пешка · c2 чёрный ферзь · d2 белая пешка · f2 белая пешка · b1 белый конь · c1 чёрная ладья · d1 чёрный конь · e1 белый ферзь · f1 белый слон | b8 чёрный конь · c8 чёрный слон · a7 чёрная пешка · b7 чёрная пешка · d7 чёрная пешка · a6 белая пешка · b6 белая ладья · c6 белая пешка · a5 чёрная пешка · b5 белая ладья · a4 чёрный король · c4 белый король · e4 белая пешка · c3 белая пешка · c2 чёрный ферзь · d2 белая пешка · f2 белая пешка · b1 белый конь · c1 чёрная ладья · d1 чёрный конь · e1 белый ферзь · f1 белый слон | b8 чёрный конь · c8 чёрный слон · a7 чёрная пешка · b7 чёрная пешка · d7 чёрная пешка · a6 белая пешка · b6 белая ладья · c6 белая пешка · a5 чёрная пешка · b5 белая ладья · a4 чёрный король · c4 белый король · e4 белая пешка · c3 белая пешка · c2 чёрный ферзь · d2 белая пешка · f2 белая пешка · b1 белый конь · c1 чёрная ладья · d1 чёрный конь · e1 белый ферзь · f1 белый слон | b8 чёрный конь · c8 чёрный слон · a7 чёрная пешка · b7 чёрная пешка · d7 чёрная пешка · a6 белая пешка · b6 белая ладья · c6 белая пешка · a5 чёрная пешка · b5 белая ладья · a4 чёрный король · c4 белый король · e4 белая пешка · c3 белая пешка · c2 чёрный ферзь · d2 белая пешка · f2 белая пешка · b1 белый конь · c1 чёрная ладья · d1 чёрный конь · e1 белый ферзь · f1 белый слон | b8 чёрный конь · c8 чёрный слон · a7 чёрная пешка · b7 чёрная пешка · d7 чёрная пешка · a6 белая пешка · b6 белая ладья · c6 белая пешка · a5 чёрная пешка · b5 белая ладья · a4 чёрный король · c4 белый король · e4 белая пешка · c3 белая пешка · c2 чёрный ферзь · d2 белая пешка · f2 белая пешка · b1 белый конь · c1 чёрная ладья · d1 чёрный конь · e1 белый ферзь · f1 белый слон | b8 чёрный конь · c8 чёрный слон · a7 чёрная пешка · b7 чёрная пешка · d7 чёрная пешка · a6 белая пешка · b6 белая ладья · c6 белая пешка · a5 чёрная пешка · b5 белая ладья · a4 чёрный король · c4 белый король · e4 белая пешка · c3 белая пешка · c2 чёрный ферзь · d2 белая пешка · f2 белая пешка · b1 белый конь · c1 чёрная ладья · d1 чёрный конь · e1 белый ферзь · f1 белый слон | b8 чёрный конь · c8 чёрный слон · a7 чёрная пешка · b7 чёрная пешка · d7 чёрная пешка · a6 белая пешка · b6 белая ладья · c6 белая пешка · a5 чёрная пешка · b5 белая ладья · a4 чёрный король · c4 белый король · e4 белая пешка · c3 белая пешка · c2 чёрный ферзь · d2 белая пешка · f2 белая пешка · b1 белый конь · c1 чёрная ладья · d1 чёрный конь · e1 белый ферзь · f1 белый слон | 1 |
|   | a | b | c | d | e | f | g | h |   |

Джулия обнаруживает Альваро мёртвым. Полиция констатирует несчастный случай.
По версии Доминика коня съела чёрная королева, при этом на месте убийства Альваро обнаружили фигурку коня. В убийстве Джулия подозревает Лолу.
Смерти продолжаются: умирает дон Мануэль, затем — Менчу. По подозрению в намерениях украсть картину и выехать за границу полиция арестовывает Макса.
Логика шахматной партии подсказывает, что белая королева должна съесть чёрную королеву. Джулия с пистолетом едет в поместье дона Мануэля, однако Лолу на её глазах убивает Сесар и признаётся в остальных совершённых убийствах. Сесар — родной брат Мануэля, изгнанный из семьи по причине гомосексуальной связи с водителем. Увидев картину из своего детства в мастерской Джулии и понимая, что его смертельная болезнь отсчитывает его последние дни, он решает разыграть историю, чтобы картина досталась Джулии. Для достижения «шаха и мата» Сесар вынуждает Джулию спустить курок.
Джулия получает в наследство всё имущество дона Мануэля вместе с его огромными долгами. Работа над картиной завершена и полотно выставлено на аукцион. Джулия остаётся с Домиником.

## В ролях
| Актёр          | Роль            |
| -------------- | --------------- |
| Кейт Бекинсейл | Джулия Дара     |
| Джон Вуд       | Сесар           |
| Шинейд Кьюсак  | Менчу           |
| Подж Биэн      | Доминик         |
| Питер Уингфилд | Макс Лапени     |
| Хелен Маккрори | Лола Бельмонте  |
| Майкл Гоф      | дон Мануэль     |
| Арт Малик      | Альваро         |
| Энтони Милнер  | инспектор       |
| Джеймс Вильерс | Пако Монтегрифо |

## Съёмочная группа
- Авторы сценария:
  - Майкл Хёрст
  - Джек Бэран
  - Джим Макбрайд
- Режиссёр-постановщик: Джим Макбрайд[англ.]
- Оператор: Аффонсу Беату
- Композитор: Филипп Сард
- Продюсеры:
  - Джек Бэран
  - Дениз О’Делл
  - Энрике Познер
  - Кристина Цумаррага

## Выход в прокат
Мировая премьера состоялась в мае 1994 года в рамках Каннского кинофестиваля.